# Beton- und Stahlbetonbau
Beton- und Stahlbetonbau ist eine Zeitschrift für Massivbau (Stahlbeton). Sie wurde 1901 von Friedrich von Emperger in Wien unter dem Titel Beton und Eisen gegründet und erschien ab 1904 im Verlag Ernst & Sohn in Berlin. Als Monatszeitschrift in deutscher Sprache publiziert sie Aufsätze und Berichte über Forschungsvorhaben und -ergebnisse sowie über Entwurf, Berechnung, Bemessung und Ausführung von Beton-, Stahlbeton- und Spannbetonkonstruktionen im gesamten Bauwesen. 2021 erscheint die Zeitschrift im 116. Jahrgang.
Vom 1. Januar 1975 bis Ende 1998 war Klaus Stiglat Chefredakteur der Beton- und Stahlbetonbau; ihm folgte Konrad Bergmeister von der Universität für Bodenkultur Wien.
Seit dem 4. Juni 2008 ist Beton- und Stahlbetonbau im Journal Citation Report von Clarivate Analytics (vormals Thomson Reuters) gelistet, der Impact-Faktor für das Jahr 2020 beträgt 1,198.